# چیچیبو مارو
چیچیبو مارو (به انگلیسی: Chichibu Maru) یک زیردریایی بود که طول آن ۱۷۰٫۷ متر (۵۶۰ فوت ۰ اینچ) بود. این زیردریایی در سال ۱۹۳۰ ساخته شد.